# Chaj-che
Chaj-che (čínsky pchin-jinem 'Hǎi Hé', znaky 海河) je řeka na území centrálně spravovaných měst na úrovni provincie Peking a Tiencin na severovýchodě ČLR. Je 102 km dlouhá (od ústí Wej-che). Povodí má rozlohu 280 000 km².

## Průběh toku
Vzniká soutokem pěti řek Paj-che, Wej-che, Jung-ting-che, C'-ja-che a Ta-čching-che, které se slévají nedaleko od Tiencinu. Ústí do zátoky Po-chaj ve Žlutém moři.

## Vodní stav
Průměrný roční průtok vody je 650 m³/s. Zdroj vody je převážně dešťový. V létě dochází k záplavám.

## Využití
Řeka je splavná. Leží na ní město Tiencin. Využívá se včetně přítoků široce na zavlažování.